# Синдром Пейтца-Егерса
Синдром Пейтца–Егерса — относительно редкое заболевание, характеризующееся наличием множественных гамартомных полипов в желудке, тонкой и толстой кишке в сочетании с пигментными пятнами тёмно-коричневого цвета, круглой или овальной формы диаметром от 1 до 5 мм на коже и слизистых оболочках, преимущественно, на губах и слизистой оболочке щёк. 

## Этиология
Большинство случаев вызваны мутацией зародышевой линии гена-супрессора опухоли STK11/LKB1 (серин/треонин-киназа 11). Наследуется по аутосомно-доминантному типу.

## Клиническая картина
Первым симптомом, как правило, является появление пигментных пятен на слизистых оболочках губ, щёк, твёрдом нёбе, а также на коже вокруг рта, руках или ногах. Иногда во время полового созревания пятна исчезают.
Вторым специфичным признаком являются множественные полипы в желудочно-кишечном тракте. Они проявляются болями в животе, желудочными и кишечными кровотечениями (в результате чего появляется кровь в кале и развивается анемия), инвагинация кишечника и острая кишечная непроходимость.

## Диагностика
Диагноз устанавливается на основании клинических данных и инструментальных методов исследования, таких как:
- гастроскопия;
- МРТ;
- УЗИ;
- рентгенологическое исследование органов брюшной полости.

Важным критерием синдрома является генетический анализ на мутацию в гене STK11, но он выявляется не у всех пациентов, поэтому отрицательный результат при наличии клинических симптомов не говорит о том, что заболевания нет.

## Лечение
Лечение зависит от клинических проявлений. Полипы, как правило, удаляют, метод зависит от размеров полипа, если они менее 15 мм, возможна эндоскопическая полипэктомия, при размерах более 15мм, проводят лапаротомию.